# 緊急参集チーム
緊急参集チーム（きんきゅうさんしゅうチーム）とは、大規模災害やテロなどの緊急事態が発生した場合に内閣危機管理監が緊急に参集させるチームのことで、関係省庁の幹部職員などが構成員となる。

## 概要
緊急参集チームは内閣危機管理監が主宰し、関係省庁の局長らが官邸危機管理センターに参集し、政府としての初動措置に関する情報の集約などを行い、内閣危機管理監が内閣総理大臣に報告する情報の集約・整理をすることを任務としている。
緊急参集チームが対処する緊急事態としては、武力攻撃事態、大規模自然災害、原子力災害、ハイジャック、テロ、領海侵犯、海賊、不審船、大量避難民流入、新型インフルエンザ、安全保障不測事態（ミサイル等）などが挙げられる。
東京23区内で震度5強、東京23区以外で震度6弱以上の大規模地震が発生した場合や、大津波警報が発表された場合などは直ちに参集される。一例として、北朝鮮からミサイルが発射された場合には総理大臣官邸危機管理センターに設置している官邸対策室に防衛省、外務省、警察庁、海上保安庁、国土交通省の担当者らを構成員とする緊急参集チームを招集し、情報の収集などを行う。